# Droga wojewódzka 761
Die Droga wojewódzka 761 (DW 761) ist eine neun Kilometer lange Droga wojewódzka (Woiwodschaftsstraße) in der polnischen Woiwodschaft Heiligkreuz, die Kielce mit Piekoszów verbindet. Die Strecke liegt in der Kreisfreien Stadt Kielce und im Powiat Kielecki.

## Streckenverlauf
Woiwodschaft Heiligkreuz, Kreisfreie Stadt Kielce
-  Kielce (S 7, S 74, DK 73, DK 74, DW 745, DW 762, DW 764, DW 786)

Woiwodschaft Heiligkreuz, Powiat Kielecki
- Janów
- Jaworznia
-  Piekoszów (DW 786)